# Анатомия скандала
«Анатомия скандала» (англ. Anatomy of a Scandal) — американский мини-сериал, снятый Дэвидом Келли и Мелиссой Джеймс Гибсон по мотивам одноимённого романа Сары Вон. Сериал состоит из шести серий, премьера состоялась на Netflix 15 апреля 2022 года.

## Сюжет
Софи Уайтхаус, жена британского члена парламента от партии тори Джеймса Уайтхауса, узнает, что у её мужа был роман с его помощницей. Новость становится достоянием общественности и разрушает их жизнь. Что ещё хуже, Джеймса обвиняют в изнасиловании, и он должен предстать перед судом.

## В ролях
- Сиенна Миллер — Софи Уайтхаус
- Ханна Додд — Софи Уайтхаус в юности
- Мишель Докери — Кейт Вудкрофт
- Руперт Френд — Джеймс Уайтхаус
- Наоми Скотт — Оливия Лайтон
- Джошуа Макгуайр — Крис Кларк
- Джозетт Саймон — Анджела Реган

## Эпизоды
| № | Название  | Режиссёр        | Автор сценария                         | Дата премьеры   |
| --- | --------- | --------------- | -------------------------------------- | --------------- |
| 1 | «1 серия» | С. Дж. Кларксон | Мелисса Джеймс Гибсон & Дэвид Э. Келли | апрель 15, 2022 |
| Красивую и богатую Софи Вудворд отзывает с вечеринки ее муж, член парламента от партии Тори Джеймс Уайтхаус, который признается, что у него был пятимесячный роман с одной из его помощниц Оливией Литтон, и новость вот-вот станет достоянием общественности. Несмотря на то, что Софи расстроена, она без вопросов решает простить своего мужа, поскольку они вместе еще с университета и у них двое общих детей. Несмотря на прессу, Джеймсу удается смягчить ситуацию. Как раз в тот момент, когда история, похоже, подходит к концу, к Джеймсу подходят двое полицейских и сообщают ему, что Оливия обвинила его в изнасиловании. |           |                 |                                        |                 |
| 2 | «2 серия» | С. Дж. Кларксон | Мелисса Джеймс Гибсон                  | апрель 15, 2022 |
| Джеймсу предъявлено обвинение в изнасиловании, и назначена дата судебного разбирательства. После того, как Софи была исключена из своего круга общения, она размышляет о своих решениях поддержать карьеру Джеймса за счет своей собственной. Софи неохотно посещает суд над Джеймсом, где Оливию вызывают для дачи показаний, и показывает, что вместо бессмысленной физической связи, о которой утверждал Джеймс, он уважал интеллект Оливии, и она была влюблена в него, что побудило Софи покинуть суд в отчаянии. |           |                 |                                        |                 |
| 3 | «3 серия» | С. Дж. Кларксон | Мелисса Джеймс Гибсон                  | апрель 15, 2022 |
| Суд над Джеймсом продолжается, поскольку Оливия подробно излагает свою версию событий, связанных с сексуальным контактом субъекта, который, по признанию Джеймса, произошел с согласия Оливии. Несмотря на свой крайний дискомфорт из-за деталей, Софи остается в суде. Джеймс чувствует, что его адвокат адекватно ставит под сомнение показания Оливии, но в последнюю минуту узнает, что вторая женщина заявила, что Джеймс сексуально домогался свою сокурсницу во время учебы в Оксфорде по имени Холли Берри, знакомую Софи по учебе на первом курсе. Премьер-министр Том Саутерн, который до сих пор стоял рядом с Джеймсом, сталкивается с переворотом внутри своей собственной партии и угрожает освободить Джеймса. Джеймс напоминает ему, что Том у него в долгу. Воспоминание показывает, что во время вечеринки Джеймс помог Тому скрыть случайную смерть их друга Алека Фишера, который упал с крыши после употребления героина, поставляемого ему Томом. |           |                 |                                        |                 |
| 4 | «4 серия» | С. Дж. Кларксон | Мелисса Джеймс Гибсон & Дэвид Э. Келли | апрель 15, 2022 |
| Софи берет детей навестить родителей Джеймса за городом. Вернувшись домой, она глубоко встревожена тем фактом, что Джеймс до сих пор ничего не помнит о Холли. Воспоминание показывает, что Джеймс изнасиловал Холли во время последней недели учебы в университете, причем некоторые детали этого события имеют тревожное сходство с изнасилованием Оливии. Подруга Оливии Китти Леджер дает показания. Адвокат обвинения Кейт Вудкрофт выходит из игры во время допроса, а позже у нее начинается приступ паники. Она звонит своей матери и признается, что она та самая Холли Берри. |           |                 |                                        |                 |
| 5 | «5 серия» | С. Дж. Кларксон | Мелисса Джеймс Гибсон & Дэвид Э. Келли | апрель 15, 2022 |
| Джеймса вызывают для дачи показаний, и он признается, что они с Оливией были влюблены друг в друга во время их романа. Во время судебного процесса и Софи, и Джеймс, похоже, независимо друг от друга узнают Кейт как Холли Берри. Софи благодаря отчетливым заметкам Кейт, а Джеймс ― благодаря линии допроса Кейт. Зная, кто такая Кейт на самом деле, Джеймс использует свои показания, чтобы отрицать, что он изнасиловал ее так, как узнала бы только Кейт, но теряет контроль над собой во время допроса. Софи потрясена судебным процессом и позже тайком уходит, чтобы навестить Кейт наедине. |           |                 |                                        |                 |
| 6 | «6 серия» | С. Дж. Кларксон | Мелисса Джеймс Гибсон & Дэвид Э. Келли | апрель 15, 2022 |
| Хотя Кейт отрицает, что знает Софи, Софи покидает их встречу, убежденная, что она Холли Берри. Когда Софи возвращается домой, Джеймс рассказывает, что в ту ночь, когда они с Томом были причастны к случайной смерти Алека, он занимался сексом с женщиной, которая, по его мнению, могла быть Холли Берри, и далее признает, что Том поставлял наркотики Алеку, в то время как Джеймс избавлялся от улик. Судебный процесс завершается, и Джеймс оправдан. Джеймс в частном порядке признается Софи, что действительно назвал Оливию "дразнилкой", и это доказательство он опроверг в суде. Софи решает уйти от Джеймса. У нее последняя встреча с Кейт, где Кейт подтверждает, что Джеймс изнасиловал ее, а Софи рассказывает, что она сообщила прессе о причастности Джеймса и Тома к смерти Алека. Джеймс и Том арестованы. Софи и ее дети начинают новую жизнь за городом, а Кейт продолжает заниматься юридической практикой в качестве прокурора.               |           |                 |                                        |                 |

## Производство
Канал Netflix объявил в мае 2020 года, что готовятся съёмки сериала, который Дэвид Келли и Мелисса Джеймс Гибсон адаптировали по одноимённому роману Сары Воган. Режиссёром сериала должен был стать С. Дж. Кларксон. В сентябре Сиенна Миллер, Мишель Докери и Руперт Френд были приглашены на главные роли в сериале. Наоми Скотт присоединилась к ним в декабре, а Бен Рэдклифф — в январе 2021 года.
Съемки сериала начались в октябре 2020 года на студии Shepperton Studios. Съёмки также проходили в начальной школе Святого Георгия на Ганновер-сквер в Мейфэре, Лондон. Производство состоялось в Оксфорде в феврале 2021 года.

## Критика
Сайт-агрегатор обзоров Rotten Tomatoes сообщил о 60%-ном рейтинге одобрения со средним рейтингом 5,9 / 10, основанном на 40 отзывах критиков. Консенсус критиков сайта гласит: В «Анатомии скандала» есть «кости» для хорошего сериала от Дэвида Келли, но ему не хватает «соединительной ткани», для лучшего результата, хотя звездный актёрский состав сам по себе создает интригу. Сайт Metacritic, который использует средневзвешенное значение, присвоил ему 52 балла из 100, основанных на 20 рецензиях, с указанием смешанных или средних отзывов. После выхода «Анатомия скандала» заняла высокое место в глобальном топ-10 самых просматриваемых англоязычных сериалов Netflix, заняв первое место на второй неделе.